# ミーズ県
ミーズ県（愛: Contae na Mí、英: County Meath）は、アイルランドのレンスター地方の県。2016年の人口は194,302人。歴史的重要性からしばしば「ロイヤル・カウンティ」と称される。県都はナヴァンであるが、ノルマン人の城塞、アングロ・ノルマンによる議会、アイルランド共和国の巡回裁判所などがおかれたトリムの町が、長い間この地域の中心地であった。
ミーズは過去にそれ自体で一地域を形成していたが、現在はレンスター地方に吸収されている。歴史的には、現在のウェストミーズ県、キャバン県、ダブリン県、キルデア県、ロングフォード県、ラウス県などがミーズの一部であった。6世紀まではアイルランドの上王が、タラの丘を中心としてアイルランドを統治していた。県の北東部ニューグレンジなどの遺跡群はユネスコ世界遺産に登録されている。野外コンサートの会場として有名なスレイン城もある。

## 地理
- 主な河川 - ボイン川、ブラックウォーター川
- アイリッシュ海との海岸線は16 km

## 経済
農業（家畜、じゃがいも、穀物など）が盛んだったが、現在は減少傾向にある。
近年はアイルランドの首都ダブリンのベッドタウンとして人口が増加している。

### 出典

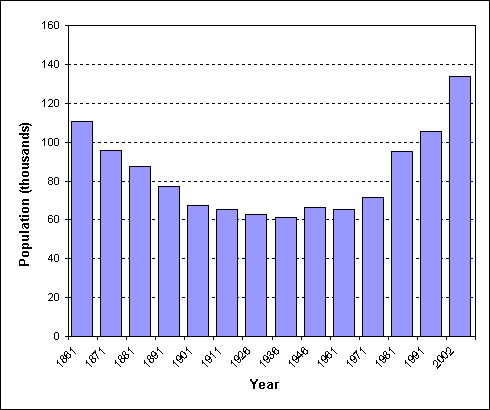
1861年から2002年までの人口変化